# Virginia Bell
Virginia Bell (Montrose, 14 de agosto de 1932 – Califórnia, 18 de julho de 2010) foi uma modelo e atriz em topless.

## Primeiros anos
Bell nasceu Virginia Miriam Beck em Montrose, Califórnia, em 14 de agosto de 1934. Seus pais eram John Charles Beck e Freda Yugend. Ela se formou no colegial em 1949. Casou-se pouco tempo com Charles Merle Bell e depois com Eli Jackson, que passaria a produzir alguns de seus primeiros filmes.

## Carreira
Bell começou sua carreira aos 22 anos. Na década de 1950, Bell começou a posar para revistas masculinas. Virginia teve um papel principal em um longa-metragem, Bell, Bare and Beautiful (1963), produto da lendária equipe de exploração sexual de Herschell Gordon Lewis e David Friedman. Foi feito para atender a um pedido de seu marido, Eli Jackson. Nele, Virginia interpreta uma dançarina perseguida por Thomas Wood (Lewis). Mas suas tentativas de encontrar o verdadeiro amor com a "garota dos seus sonhos" são frustradas pelo namorado gangster (interpretado por David Friedman). Wood contorna essa situação encontrando Virginia no campo de nudistas que ela frequenta, local onde pelo menos metade do filme acontece. Virginia faria outra aparição em Lullaby of Bareland (1964), uma série de três segmentos mais curtos unidos para aperfeiçoar o tempo de execução. A contribuição da Virgínia é uma longa rotina de striptease. Além dos longas-metragens, Virginia apareceu em muitos filmes pornográficos, que podem ser encontrados na série de vídeos "Reel Classics" e nas séries "Big Bust Loops" e "Super Boobs" da Something Weird Video. No início dos anos 60, Bell teve três filhos de seu marido Jackson: Pierre Joseph Jackson, (n. 1961), Tyrone Eli Jackson (n. 1962) e Todd George Jackson (n. 1964). Depois que ela e Eli se divorciaram, ela se casou com Alexander White até sua morte em 2004.

## Últimos anos
Bell se aposentou do entretenimento adulto no início dos anos 70 e viveu uma vida tranquila até sua morte em 19 de julho de 2010.